# Памятник Келину (Полтава)
Памятник Келину (полное название — Памятник полковнику Келину и доблестным защитникам Полтавы) — памятник монументального искусства начала XX века в центре Полтавы (Украина),  автор - петербургский скульптор  Артемий Обер.
Установлен в память о действиях жителей города Полтавы под руководством коменданта Полтавской крепости полковника Алексея Келина во время обороны Полтавы накануне Полтавской битвы 1709 года. Одна из главных достопримечательностей центра Полтавы.

## История

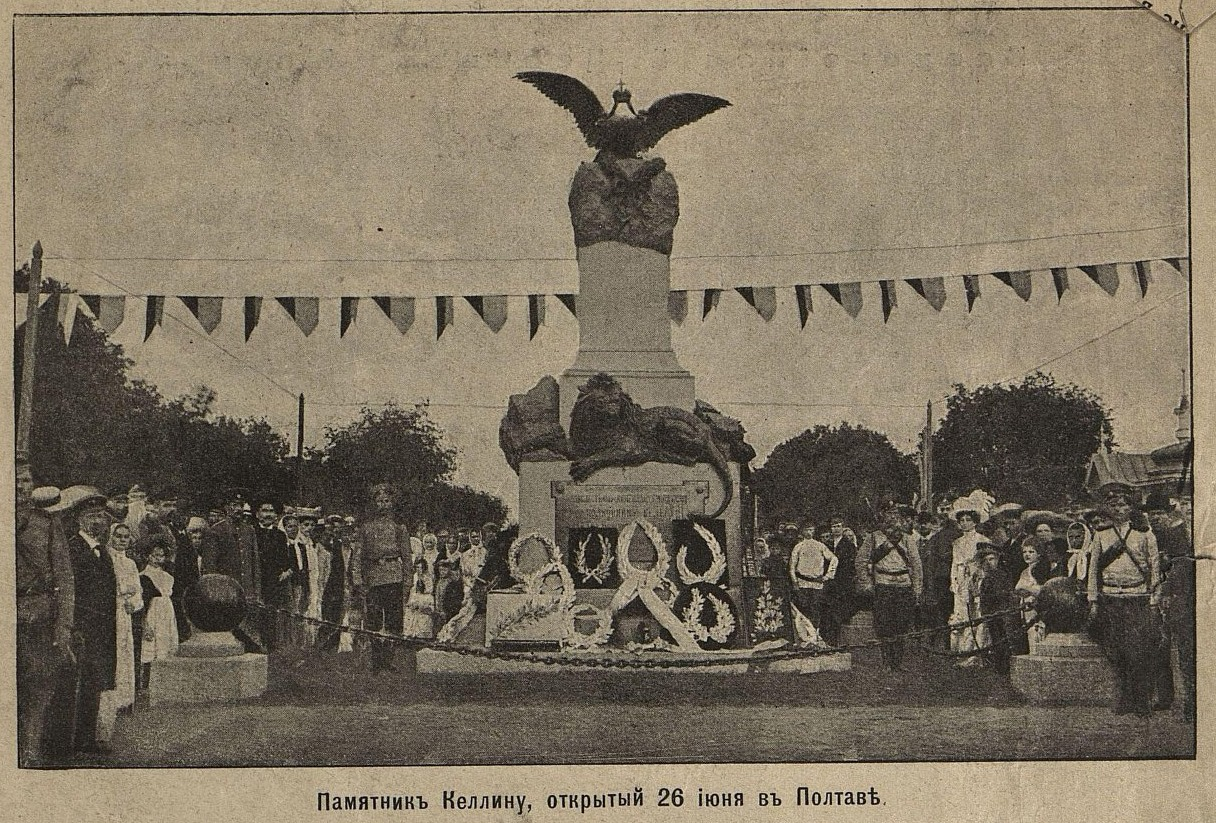
Открытие памятника полковнику Келину. Июнь 1909г.

Памятник расположен на Первомайском (бывшем Келинском) проспекте, на месте, где в начале XVIII века проходила крепостная стена и находились Мазуровские ворота. Именно в этом месте происходили бои 21-22 июня 1709 года. За организацию обороны Полтавы Келин получил звание генерал-майора.
Памятник открыт 27 июня 1909 года — ко дню 200-летия Полтавской битвы, в присутствии императора Николая II.
Автор проекта памятника — глава комиссии по организации празднования 200-летия Полтавской битвы генерал-майор, барон А. А. Бильдерлинг (1846—1912). 
Скульптуры памятника по рисункам А. А. Бильдерлинга выполнил известный скульптор-анималист А. Обер (1843—1917).

## Первоначальный вид
Памятник сооружен в форме гранитного обелиска на постаменте. Обелиск увенчивала бронзовая фигура двуглавого орла с лавровым венком, установленная на фрагменте из необработанного гранита. На пьедестале располагалась бронзовая фигура льва. На обратной стороне находилось бронзовое изображение дореволюционного герба Полтавы. На пьедестале помещена бронзовая доска с надписью: «Доблестному коменданту Полтавы полковнику Келину и славным защитникам города в 1709 году. Установлен при усердии императора Николая II 27 июня 1909 года». Двуглавый орел с символами Российской империи снят в период между 1918 и 1921 г.

## Современный вид

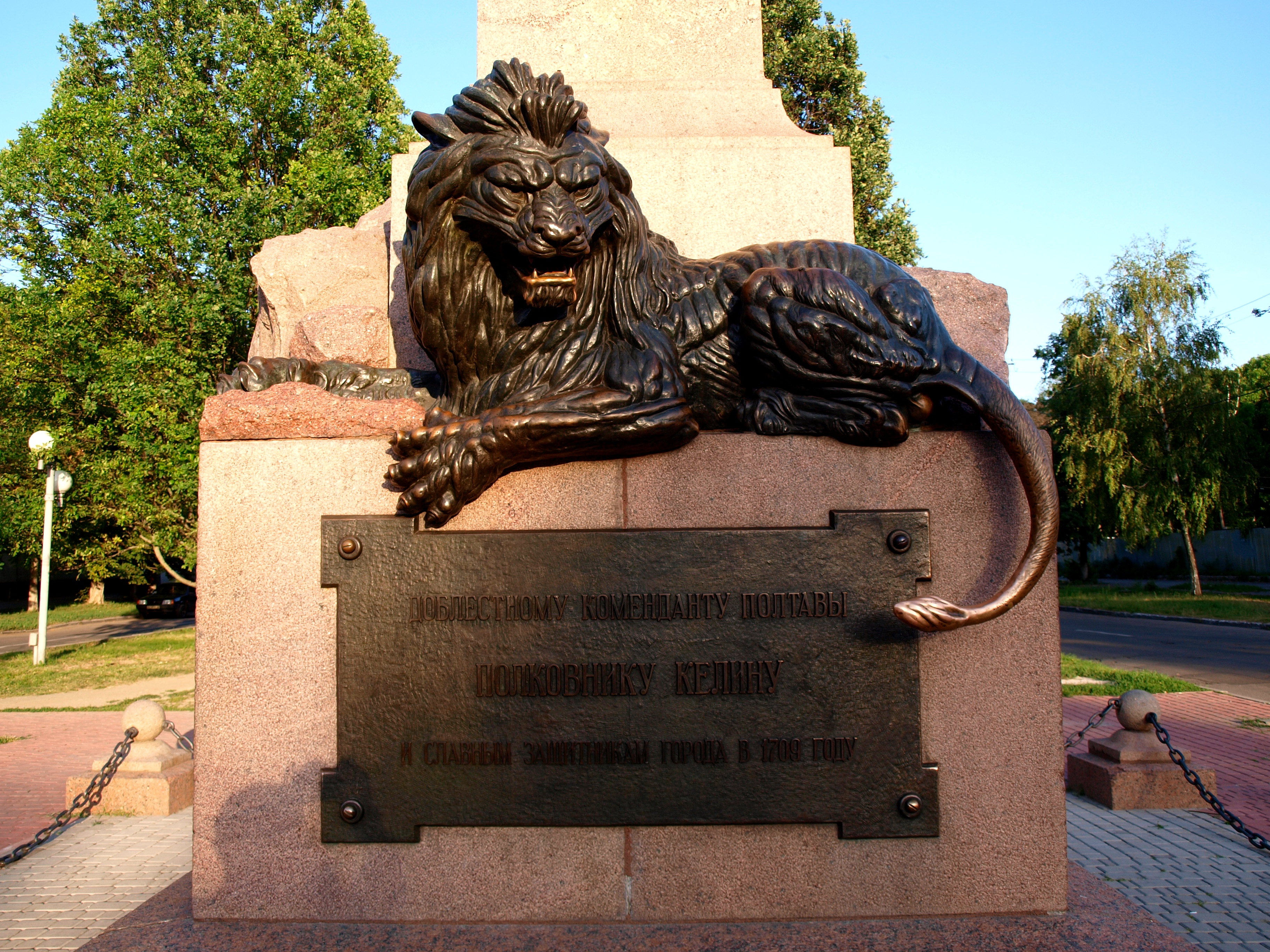

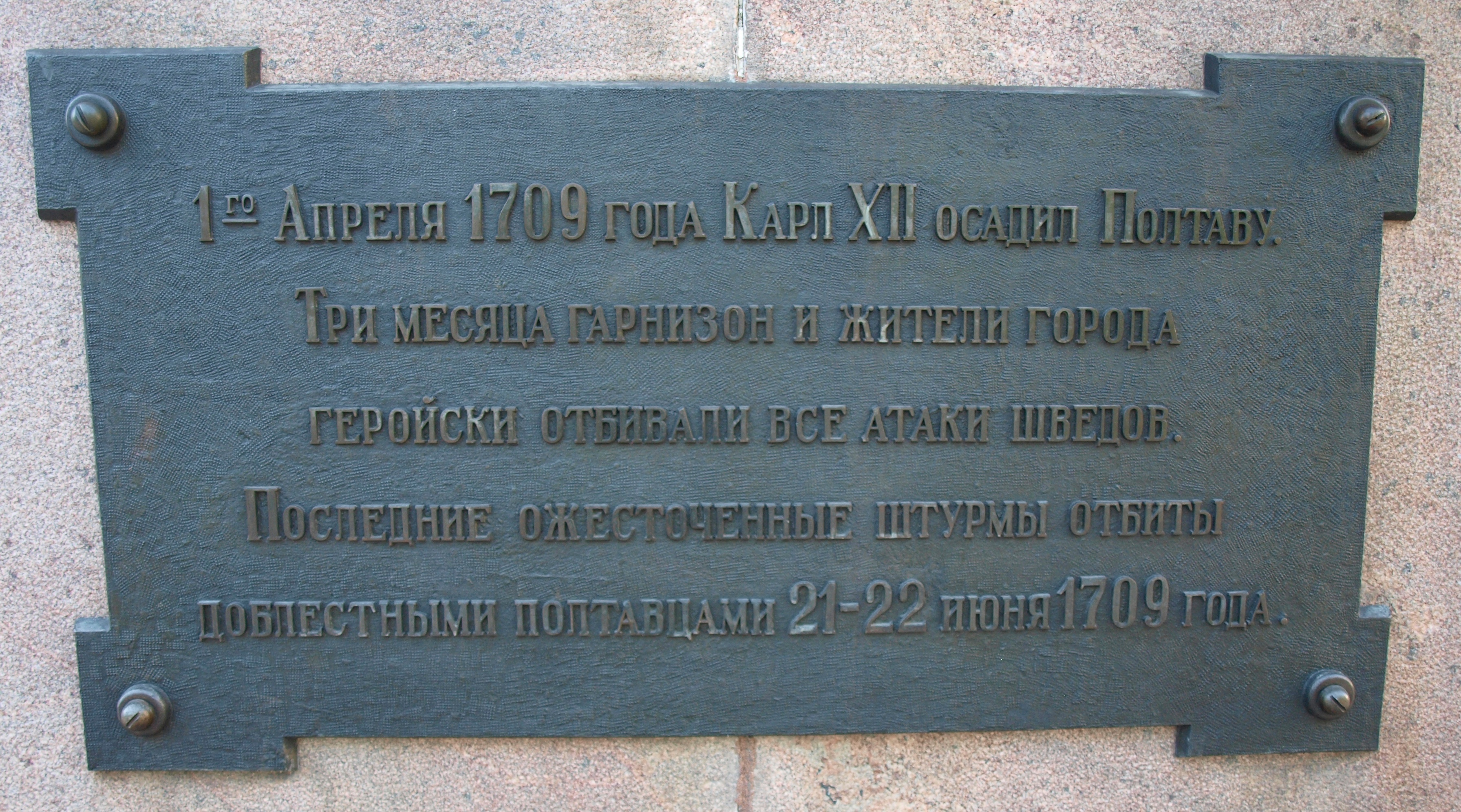

Сегодня памятник имеет вид, данный при восстановлении после Великой Отечественной войны. В годы немецкой оккупации вывезены в Германию бронзовая фигура льва, герб, доски. Памятник вновь восстановлен в 1947—1949 гг., все детали отлиты заново. Авторы проекта восстановления: главный архитектор Полтавы Л. Вайнгорт при консультациях художника П.Горобца и местного скульптора-любителя В.Хомы. Тексты на досках были отредактированы, в частности, с главной доски убран текст: «Установлен при усердии императора Николая II 27 июня 1909 года». Тексты воспроизведены в орфографии после 1918 г. Обелиск также был реконструирован: демонтирована верхняя гранитная часть, на которой прежде помещался двуглавый орел.
Памятник сейчас представляет собой композицию из гранитного куба и прямоугольной призмы на нём, положенных на основу из трёх ступеней. Бронзовая фигура льва символизирует героизм защитников Полтавы. Высота памятника — 8,8 м.
На пьедестале памятника — надписи:
- «Доблестному коменданту Полтавы полковнику Келину и славным защитникам города в 1709 году»
- «1-го Апреля 1709 года Карл XII осадил Полтаву. Три месяца гарнизон и жители города геройски отбивали все атаки шведов. Последние ожесточенные штурмы отбиты доблестными полтавцами 21-22 июня 1709 года».

В верхней части обелиска — изображение старого герба Полтавы.

## Восстановление
В середине 2010 г. средства массовой информации сообщили о наличии проекта восстановления памятника в его первоначальном виде — с двуглавым орлом. Эта информация вызвала протест ряда националистических организаций Полтавы. Затем от реализации данного проекта отказались.